# واسیل استانکوویچ
واسیل استانکوویچ (اوکراینی: Василь Васильович Станкович؛ زادهٔ ۲۵ آوریل ۱۹۴۶) ورزشکار شمشیربازی اهل اتحاد جماهیر شوروی سوسیالیستی است.
وی در مسابقات کشوری و بین‌المللی در مجموع برندهٔ ۵ مدال طلا، ۳ مدال نقره، ۱ مدال برنز شده‌است.